# Alexandre Guimarães
Pour les articles homonymes, voir Guimarães (homonymie).
Alexandre Borges Guimarães, né le 7 novembre 1959 à Maceió (Brésil), est un  ancien footballeur brésilien (puis naturalisé costaricien) et est aujourd'hui entraîneur. Il est chargé de la sélection costaricaine à la Coupe du monde de 2006.

## Joueur

### Carrière de joueur
- 1979-1980 : Durpanel San Blas  Costa Rica
- 1980-1981 : Municipal Puntarenas  Costa Rica
- 1982-1991 : Deportivo Saprissa  Costa Rica
- 1991-1992 : Turrialba FC  Costa Rica

### Palmarès de joueur
- Champion de Costa Rica : 1982, 1988 et 1989 (Deportivo Saprissa).

## Entraîneur

### Carrière d'entraîneur
- juil. 2001-déc. 2003 :  Costa Rica
- jan. 2004-2005 : Dorados de Sinaloa  Mexique
- juil. 2005-juil. 2006 :  Costa Rica
- nov. 2006-juin 2008 :  Panama
- mai 2009-2010 : Al Wasl Dubaï  Émirats arabes unis
- 2010-2011 : Al-Dhafra  Émirats arabes unis
- 2011-2012 en football :  C.D. Saprissa
- 2012-jan. 2014 :  Tianjin TEDA
- avr. 2016-août 2018 :  Mumbai City FC
- 2019-2020 :  América de Cali
- nov. 2020-2021 :  Atlético Nacional
- avr. 2022-2023[1] :  América de Cali
- mars 2024-avr. 2025 LD Alajuelense  Costa Rica